# 電信電話記念日
電信電話記念日（でんしんでんわきねんび）は、1869年10月23日（旧暦明治2年9月19日）に、東京～横浜間の電信線架設工事に着手したことにちなむ記念日。10月23日。
1950年5月に当時の電気通信省が制定した。元々前身の逓信省においては逓信記念日が制定されており、逓信記念日は4月20日という日付自体は郵便事業の創業にちなんで選定されたものだが、記念日事業は電信電話を含む逓信事業全体を包括するものだった。ところが、1949年6月に従前の逓信省が郵政省・電気通信省の2省に分離した際に逓信記念日の4月20日は郵政記念日として郵政省に受け継がれたので、電気通信省独自の記念日が望まれるようになり、電信電話記念日が制定された。
当初は電気通信省の省名にあわせて電気通信記念日と称しており、1952年8月の日本電信電話公社移行後もそのままだったが、電信電話の呼称が次第になじんできた1956年からは日付は10月23日のままで電信電話記念日と改称された。